# Malédiction du Colonel

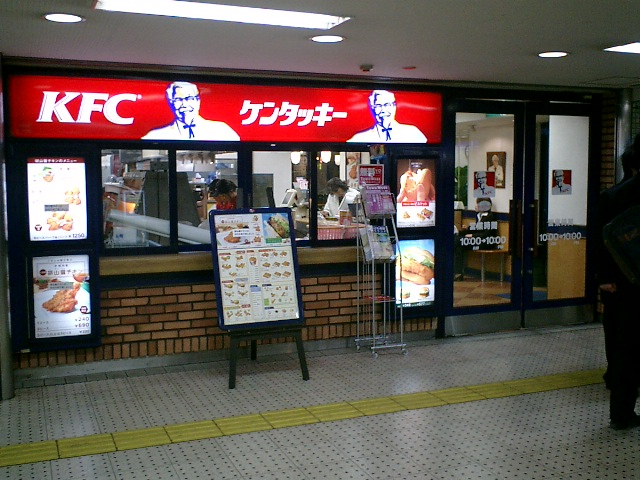
Un KFC à Osaka (sans statue du colonel).

La Malédiction du Colonel (カーネルサンダースの呪い) est une légende urbaine japonaise. D'après elle, une malédiction aurait été lancée sur l'équipe de baseball des Hanshin Tigers par le Colonel Harland Sanders, défunt fondateur de la chaîne de restauration KFC et mascotte de l'enseigne. La raison de cette malédiction viendrait du mauvais traitement d'une des statues à son effigie située devant un de ses restaurants par des fans de l'équipe en 1985.
Les Hanshin Tigers sont basés dans le Kansaï, la deuxième plus grande zone métropolitaine au Japon. Ils sont considérés comme les perdants traditionnels du baseball professionnel japonais, en opposition aux Yomiuri Giants de Tokyo, qui sont considérés comme les rois du baseball japonais. L'équipe a beaucoup de fans dévoués qui soutiennent leur club sans s'occuper de ses mauvais résultats. 
Comme c'est souvent le cas avec les malédictions sportives, la malédiction du Colonel est utilisée pour expliquer la traversée du désert que les Hanshin Tigers doivent endurer depuis leur unique victoire au championnat de 1985. La malédiction aurait commencé lors de cette victoire. Les fans, excités par le succès de leur équipe, ont jeté la statue du colonel Sanders dans le canal Dōtonbori. 
Des comparaisons sont souvent faites entre les Hanshin Tigers et les Boston Red Sox, qui avaient également une malédiction sur eux, la malédiction du Bambino, jusqu'à ce qu'ils gagnent la Série mondiale en 2004. La « malédiction du Colonel » est également employée comme menace pour ceux qui divulgueraient la recette secrète aux 11 herbes et aromates qui fait le goût unique du poulet de KFC.

## Histoire

### Championnat de 1985
En 1985, à la surprise générale, les Hanshin Tigers ont battu en finale les Seibu Lions et ont ainsi remporté leur première et seule victoire en championnat du Japon, principalement grâce à l'Américain Randy Bass,, un joueur gaijin (étranger) de l'équipe.
Les supporters des Hanshin Tigers sont devenus comme fous, et beaucoup se sont réunis sur le pont d'Ebisubashi pour célébrer leur victoire. Ils ont alors crié le nom de chacun des joueurs de l'équipe victorieuse tour à tour, et à chaque nouveau nom, un supporter ressemblant au membre nommé sautait dans le canal. Cependant, il n'y avait personne qui ressemblait au meilleur joueur Randy Bass, la foule enragée a alors saisi une statue en plastique du colonel Sanders (comme Randy Bass, le colonel avait une barbe et n'était pas japonais) placée devant un restaurant KFC à proximité et l'a jeté dans le canal.
Cette action impulsive coûtera cher à l'équipe car c'est par elle qu'a commencé la Malédiction du Colonel. Une légende urbaine a alors affirmée que les Hanshin Tigers ne gagneront plus jamais le championnat jusqu'à ce que la statue soit retrouvée. En conséquence, de nombreuses tentatives ont été faites pour récupérer la statue, souvent dans le cadre d'émissions de télévision. La majeure partie de la statue a été retrouvée en mars 2009.

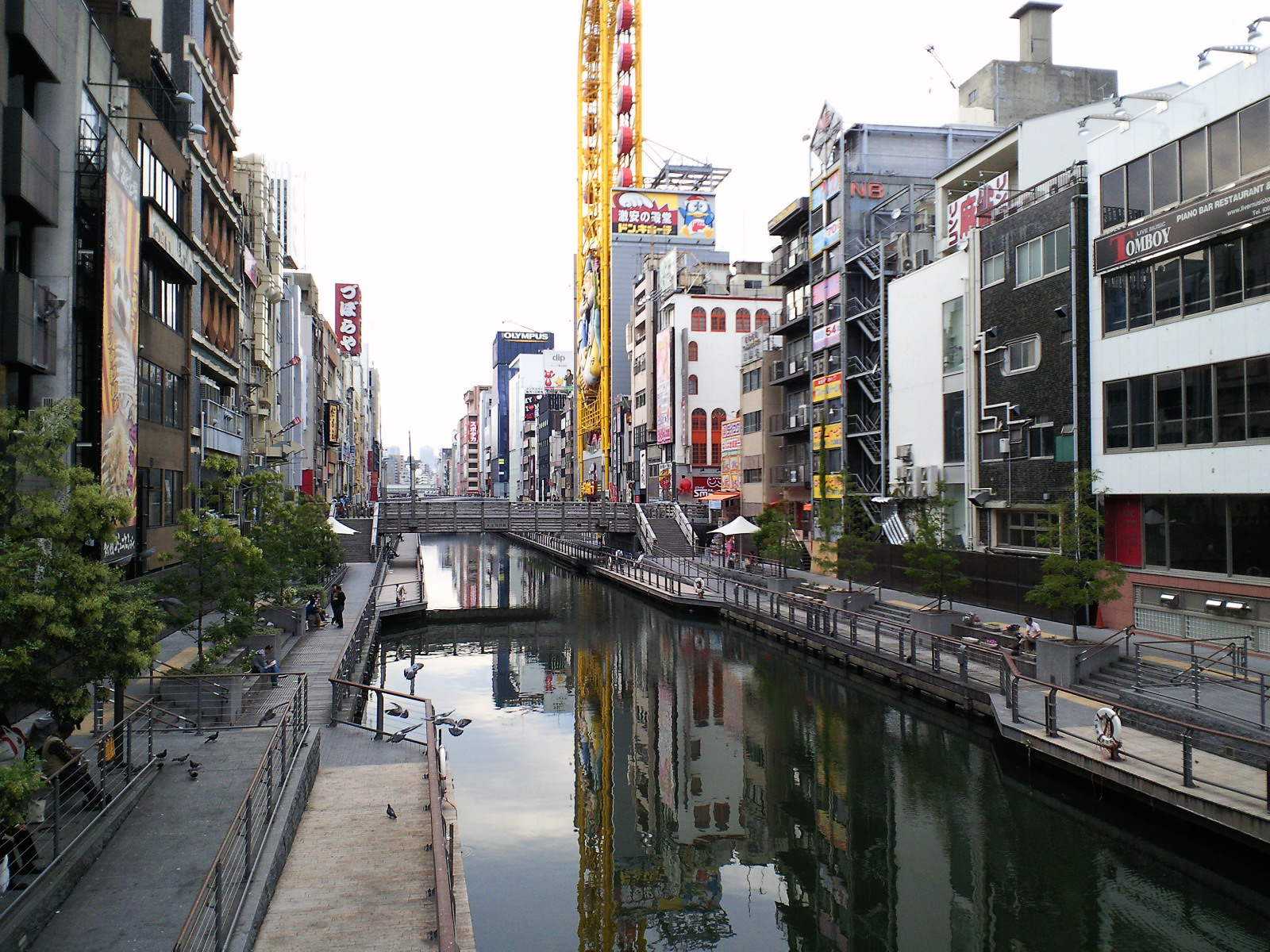
Le canal Dōtonbori.

### 18 ans de défaite

Courbe de résultats des Hanshin Tigers. Le point rouge désigne le commencement de la malédiction.

Après leur succès au championnat de 1985, les Hanshin Tigers ont subi une série de défaites qui dura 18 ans, restant derniers ou avant-derniers de la ligue. De brefs succès en 1992 et en 1999 ont ramené l'espoir aux supporters, mais ils furent bientôt suivis d'une défaite.
Pendant ce temps, de nombreux efforts ont été faits pour récupérer la statue, comme l'envoi de plongeurs ou le dragage du fleuve, mais rien n'a donné de résultat. Les supporters ont fait des excuses au directeur du restaurant KFC, mais la statue est restée dans le canal et les Hanshin Tigers sont restés « maudits ».

### Coupe du monde de football de 2002
Bien que le saut dans le canal de Dōtonbori et la malédiction du colonel soient habituellement associés à la victoire des Hanshin Tigers, en 2002, quand le Japon a battu la Tunisie pendant la coupe du monde de football, environ 500 supporters ont sauté dans le canal pour fêter la victoire, malgré une importante surveillance policière. 
En outre, une statue du colonel Sanders fut volée d'un restaurant KFC de Kōbe, et ses mains furent coupées prétendument en imitation de la charia.

### Ligue Centrale de 2003
En 2003, les Hanshin Tigers ont connu une saison plus forte que prévu. Leurs rivaux, les Yomiuri Giants, ont perdu leur joueur vedette, Hideki Matsui, tandis que les tigres gagnaient un lanceur, Hideki Irabu, qui venait des Rangers du Texas. Les Tigres ont gagné la Ligue Centrale pour se qualifier pour le championnat du Japon, et beaucoup de journaux ont spéculé que la malédiction du colonel avait finalement été levée. Les tigres ont perdu contre les Fukuoka SoftBank Hawks, la malédiction était vraisemblablement toujours en place.
Les fans étaient enthousiastes de gagner la Ligue Centrale, et ont refait les sauts dans le canal de Dōtonbori. Cependant, au lieu de différents sauteurs représentant chacun un joueur, plus de 5 300 supporters ont plongé dans le canal.
Beaucoup de restaurants KFC de Kōbe et d'Ōsaka ont rangé les statues du colonel Sanders à l'intérieur de leurs établissements pendant le championnat pour les protéger contre les fans enragés des Tigres. La statue qui remplaçait celle qui avait été jetée dans le canal fut boulonnée au sol pour empêcher l'incident de se reproduire.

#### Mort dans le canal

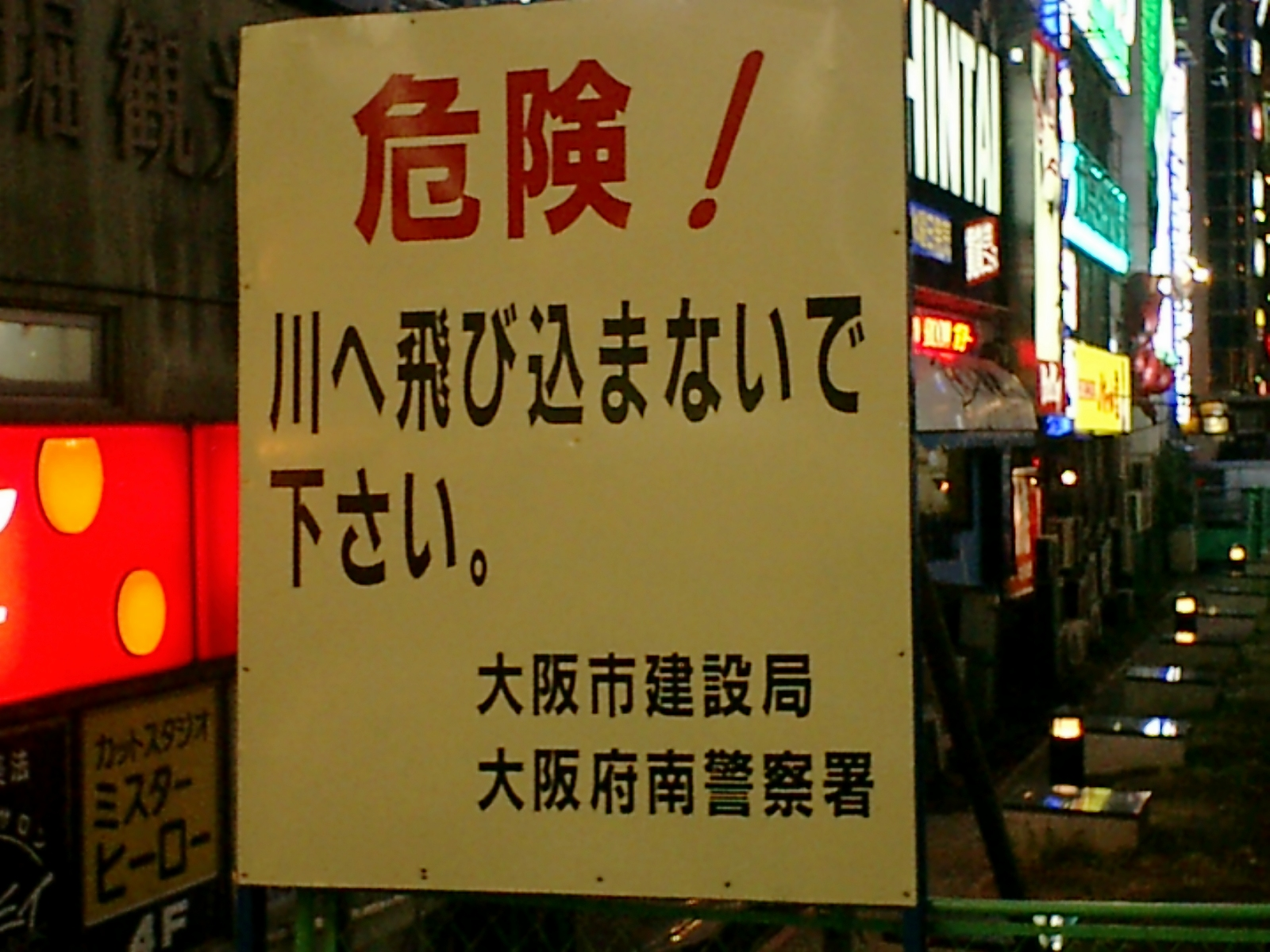
« Défense de sauter » sur le pont d'Ebisubashi.

Pour Masaya Shitababa, un supporter des Hanshin Tigers de 24 ans, la célébration de 2003 tourna au drame. Il se noya dans le canal, et tous les rapports indiquent qu'il avait été poussé par les fêtards. Pour prévenir de futurs incidents, le conseil municipal d'Osaka a commandé la construction d'un nouveau pont d'Ebisubashi, à partir de 2004, qui empêchera les fans enragés de sauter dans le canal lorsque la malédiction du colonel sera levée et que les tigres recommenceront à gagner.

## Finalement retrouvée après 24 ans

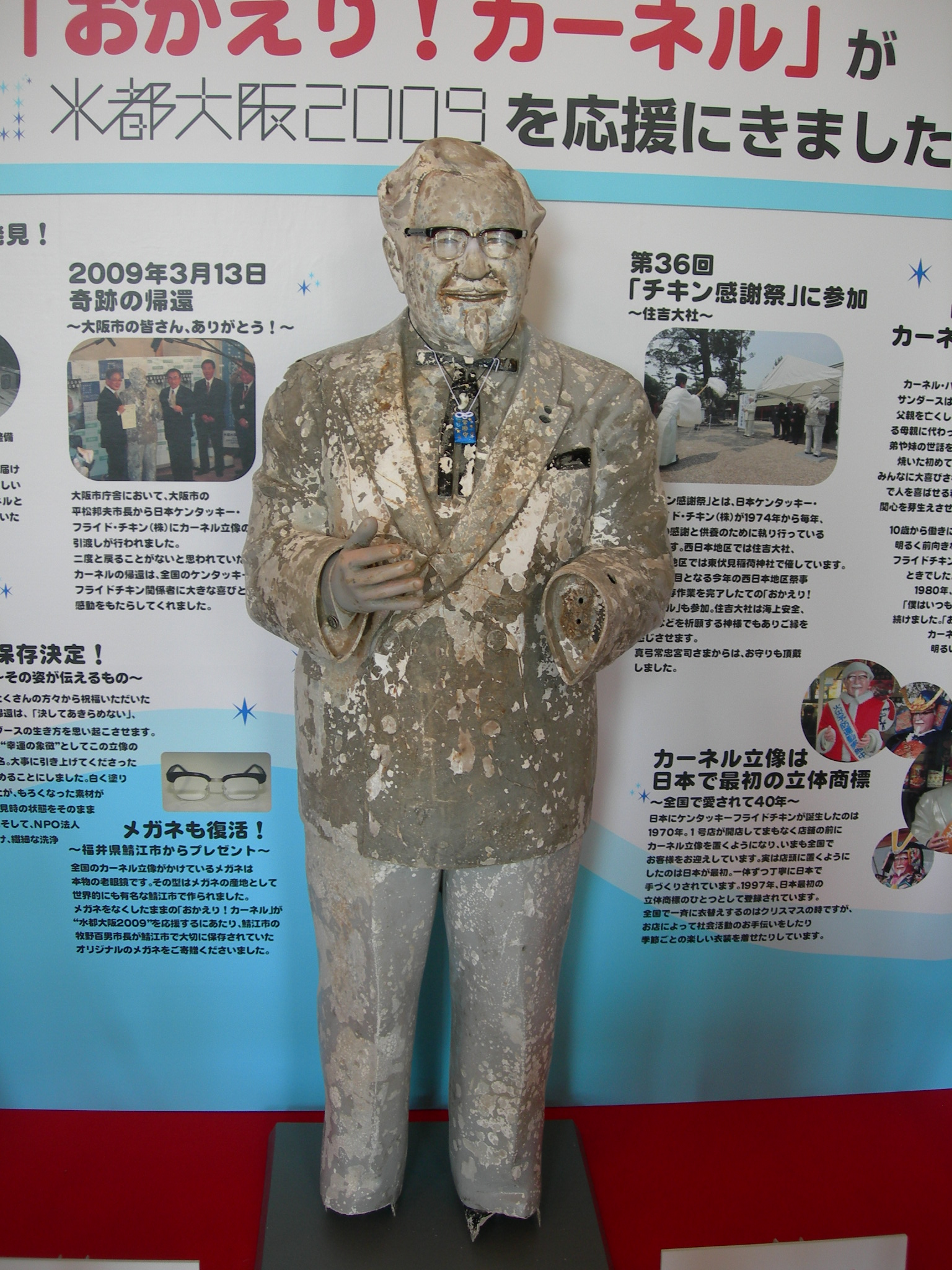
La statue après sa récupération en 2009.

La statue du colonel a finalement été retrouvée dans le fleuve Dōtonbori à l'occasion de travaux le 10 mars 2009. Les plongeurs qui l'ont récupérée avaient d'abord pensé que c'était un gros baril, et peu de temps après un cadavre humain, mais les fans des Hanshin Tigers ont rapidement reconnu la partie supérieure de la statue jetée en 1985. La main droite et la partie inférieure furent retrouvées le lendemain, mais il manque toujours les lunettes du colonel et sa main gauche.

## Destruction de la statue
Après une cérémonie shinto (“ningyo kuyo”) au sanctuaire Sumiyoshi-taisha destinée à assurer le repos de l’âme de la statue, l’effigie du Colonel Sanders a été détruite en mars 2024 sur instruction de la société Kentucky Fried Chicken.